# Ventall submarí

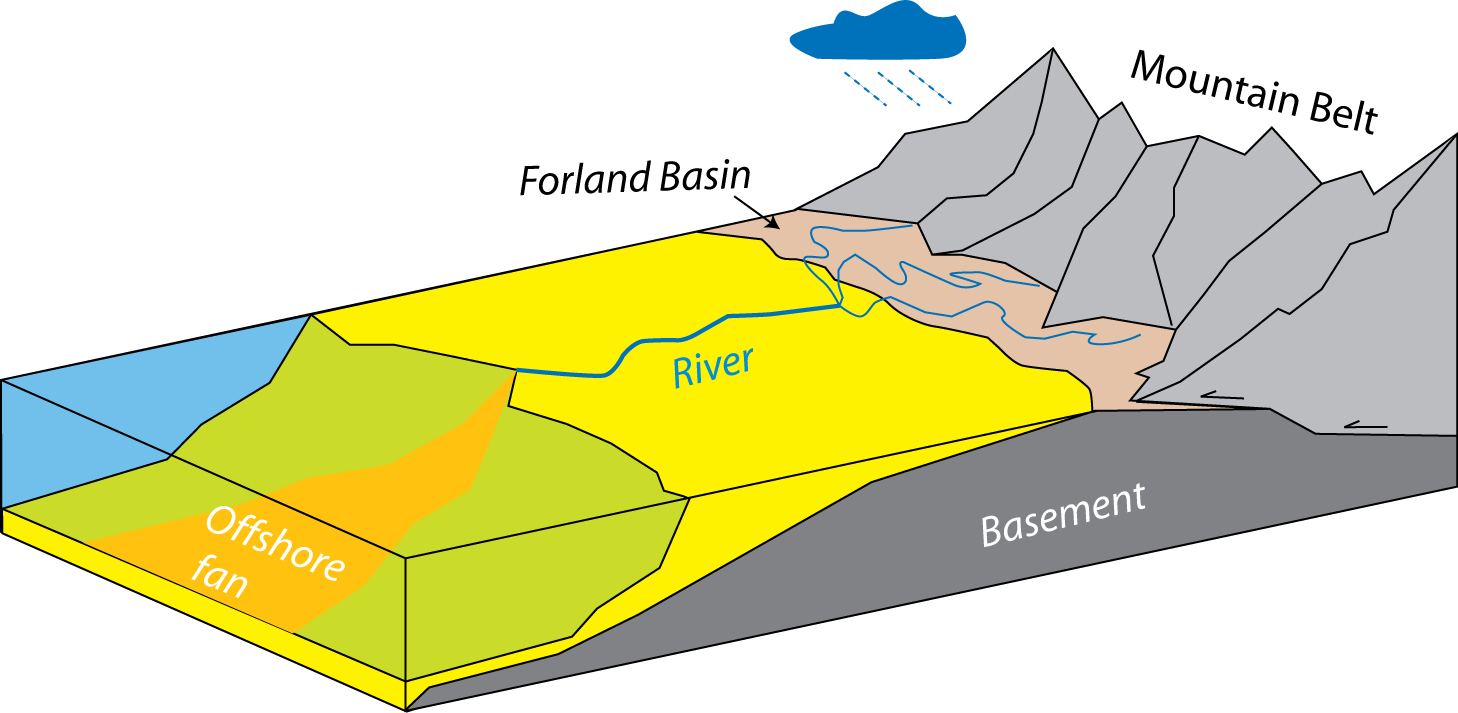
Distribució de detrits en un sistema deposicional, on s'observa en color taronja el ventall submarí (offshore fan) a la desembocadura d'un riu.

Un ventall submarí, con submarí pregon, conoide submarí o delta submarí pregon és un dipòsit sedimentari submarí en forma de con o de ventall, poc profund i principalment terrigen, situat al desguàs d'un canyó submarí o aigües enfora d'un sistema fluvial. Es troben sempre al peu del talús continental. Els corrents de terbolesa que davallen pel canyó i els esllavissaments per gravetat transporten els sediments que els formen, als quals s'hi sumen els dipòsits lutítics de decantació, al llarg de valls submarines. Les dimensions i les potències d'aquesta formació són molt variables, d'algun hectòmetre de corda a diversos centenars de quilometres, i poden arribar a superar els 3.000 km, com el del Ganges. Tenen un pendent relativament feble (de 0,5 a 0,05 graus) i solcat per diversos distributaris, tots ells dotats de motes (levées), cap a la part mitjana del ventall. Els ventalls submarins solen tenir diversos lòbuls de creixement (suprafan lobes), que donen un perfil convex en aquest sector, i les seves seqüències verticals són turbidítiques.
Es poden comparar a una versió subaquàtica dels ventalls al·luvials, i les seves amplades poden anar dels diversos quilòmetres a diversos milers de quilòmetres. Després del del riu Ganges, també conegut com a ventall de Bengala, el segon més gran és el de l'Indus, tot i que també són importants els que es troben a la sortida dels rius Amazones, el Congo i el Mississipi, entre d'altres. Els principals rius, com el Nil, l'Ebre, el Roine i el Po, formen amplis ventalls submarins que s'estenen des del talús fins a les planes centrals de la conca oceànica. Els tres primers constitueixen els més importants de la mar Mediterrània; el ventall del Roine té una amplada màxima de 90 km, mentre que el de l'Ebre és de 60 km.
Els ventalls submarins estan formats per alternances de turbidites, hemipelagites i, en menor mesura, contourites. Els sediments grollers, d'una mida de gra superior a 63 μm, es distribueixen en els eixos dels ventalls submarins i prop dels canals distributaris, i la proporció d'hemipelagites augmenta progressivament en direcció a les ales dels ventalls; els sediments, doncs, esdevenen més fins cap a la part externa dels ventalls, així com també dels distributaris cap als interfluvis.
Sovint els ventalls submarins formen agrupacions coalescents, com els ventalls submarins del marge catalano-valencià.
Els ventalls arxipelàgics són un tipus de ventall submarí pregon que se situen al peu d'arxipèlags, actuals o desapareguts, especialment al llarg de la dorsal medio-oceànica pacífica. Estan formats per colades gruixudes de lava, recobertes per una capa de sediments prima que, en comparació, rebaixa el relleu original.

## Mar Catalano-balear

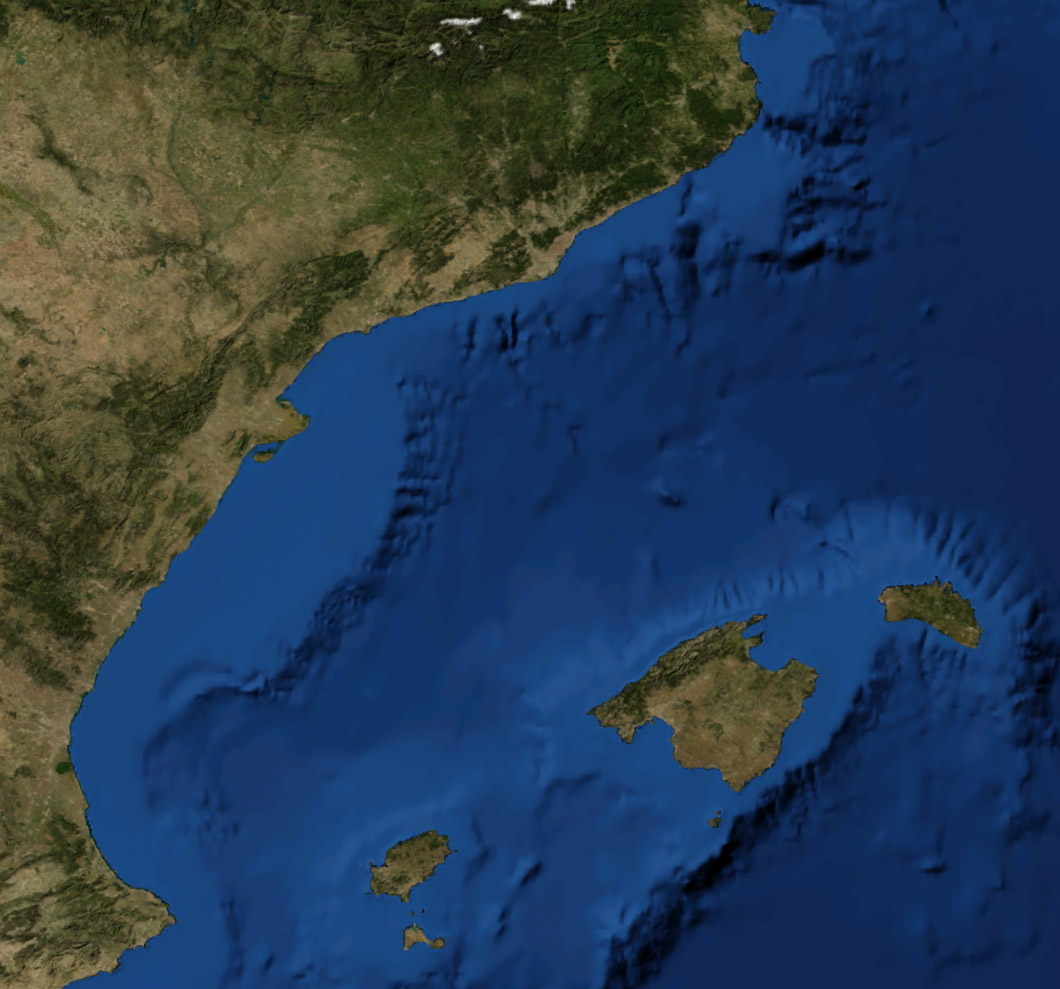
Imatge per satèl·lit del mar Catalano-balear.

Al marge ibèric i francès de la mar Catalano-balear trobem a les zones pregones diversos ventalls o grans cúmuls sedimentaris, que no sempre s'ajusten al model típic de ventall submarí. Són els ventalls del Roine, dels canyons pirinencs del golf del Lleó, del canal de València, de l'Ebre i de Menorca.
Els del Roine i de l'Ebre estan formats per les aportacions rebudes dels rius que els donen nom; en canvi, els altres tres no són ventalls típics, i ni tenen un "homòleg" en la plataforma continental ni estan relacionats amb cap riu, i també són de dimensions més reduïdes. El "ventall" dels canyons pirinencs és causat per l'acumulació dels sediments canalitzats pels canyons submarins del cap de Creus, Lacaze-Duthiers, Pruvot i Aude, mentre que el del canal de València, poc gruixut, està constituït pels materials que li arriben a través del canal homònim. Tots dos es desenvolupen damunt el glacis, a partir de valls submarines que col·lecten els materials procedents de la xarxa de drenatge radial formada pels canyons pirinencs i dels vessants sud i nord de la depressió de València, respectivament. El ventall de l'Ebre constitueix el límit oriental de la mar Catalano-balear, i està edificat per un mínim de sis lòbuls d'edats diferents entre si; cadascun d'aquests cossos deposicionals aïllats surt al peu del talús a partir d'un canal que va ser funcional només durant la construcció del lòbul. El ventall del Roine és l'únic d'aquests que segueix el model clàssic, i s'hi han reconegut fins a vuit unitats sedimentàries superposades.
El ventall de Menorca es desenvolupa al sud de l'illa que li dona nom, i s'estén fins a la plana abissal algero-balear. Té el seu origen en el desguàs del canyó de Menorca. Com el dels canyons pirinencs i el del canal de València no és pròpiament un ventall, tampoc, sinó una forma d'acumulació semblant a la dels ventalls submarins del Roine i de l'Ebre, però de dimensions més reduïdes.